# Federale Republiek van Mindanao
De Federale Republiek Mindanao was een kortstondige, zelfbenoemde, niet-erkende afgescheiden staat die Mindanao, Palawan en de Sulu-archipel van de Filipijnen omvatte. De onafhankelijkheid van de republiek zou op 25 april 1986 op een conventie in de stad Cagayan de Oro worden uitgeroepen door de Mindanao People's Democratic Movement onder leiding van Reuben Canoy, maar de oorspronkelijke plannen om de onafhankelijkheid van de voorgestelde republiek uit te roepen werden gewijzigd om arrestatie te voorkomen door de regering van Corazon Aquino wegens schending van de opruiingswet. Er werd een grondwet van 31 pagina's ondertekend als een poging om de intentie kenbaar te maken om een onafhankelijke federale staat uit te roepen, en de vlag van de voorgestelde staat werd gehesen. Mindanao, Land van Belofte en Veiligheid, werd het voorgestelde volkslied van de voorstanders van het voorgestelde land.
Reuben Canoy, leider van de Mindanao People's Democratic Movement en voormalig presidentskandidaat, had een afgewend plan om in 1986 de Federale Republiek Mindanao uit te roepen. Vier jaar later ontstond de Mindanao-crisis van 1990, waarbij kolonel Alexander Noble een muiterij leidde en een onafhankelijke federale republiek uitriep. Alexander Noble werd samen met Reuben Canoy, die ook betrokken is als burgerondersteuner, gearresteerd door de regeringsautoriteiten, maar beweerde dat zijn poging succesvol waren omdat hij het problemen onder de aandacht bracht die Mindanao aangingen.